# David Camus
David Camus (Grasse, 1970) è un traduttore e scrittore francese.
Nipote di Albert Camus, ha lavorato come editore e come traduttore e ha realizzato documentari per la televisione. Insieme a Duvic Patric, come co-direttore della Pocket Terreur, ha pubblicato circa 200 libri. Tra gli autori pubblicati fa parte Valerio Evangelisti. Nel 2002 si è dimesso dal ruolo di co-direttore presso la Pocket Terreur.
Nel 2005 ha pubblicato il libro Les Chevaliers du royaume, premiato con il Prix Relay du roman d'évasion 2005 e primo di una trilogia intitolata Le Roman de la Croix. Nel 2008 è uscito il secondo libro della trilogia, intitolato Morgennes, mentre nel 2009 è stato pubblicato il terzo libro, Crucifère. I primi due libri sono stati pubblicati in Italia dalla casa editrice Edizioni Piemme, rispettivamente con i titoli Il cavaliere della vera croce nel 2005 e La croce e la spada nel 2008.

## Opere
- Les Chevaliers du royaume, Robert Laffont, 2005
  - Il cavaliere della vera croce, Edizioni Piemme, 2005
- Les sous-marins, fantômes des profondeurs, Gallimard, 2007
- Morgennes, Robert Laffont, 2008
  - La croce e la spada, Edizioni Piemme, 2008
- Crucifère, Robert Laffont, 2009
- Draco Luna, Calmann-Lévy, 2009
- Ce que les dieux doivent aux hommes, Mnémos, 2010
- Journal d'une traduction impossible, Mnémos, 2021
- Le Pays qui descend, Robert Laffont, 2023
- La Terre qui monte, Robert Laffont, 2025